# دن بیشاپ
جیمز دانیل بیشاپ (به انگلیسی: Dan Bishop) (زاده ۱ ژوئیه 1964) یک وکیل و سیاستمدار آمریکایی است که از سال ۲۰۱۹ به عنوان نماینده ایالات متحده برای حوزه انتخابیه هشتم کارولینای شمالی  خدمت می‌کند. او یک جمهوری‌خواه است. ناحیه او شامل جنوب مرکزی مکلنبورگ، یونیون، آنسون، ریچموند، اسکاتلند، رابسون، هوک و جنوب مور است. او از سال ۲۰۱۵ تا ۲۰۱۷ در مجلس نمایندگان کارولینای شمالی و از سال ۲۰۰۵ تا ۲۰۰۹ در کمیسیون شهرستان مکلنبورگ خدمت کرد. او از سال ۲۰۱۷ تا ۲۰۱۹ در سنای ایالت کارولینای شمالی خدمت کرد.
بیشاپ نویسنده اصلی قانون حریم خصوصی و امنیت تأسیسات عمومی کارولینای شمالی بود که معمولاً لایحه حمام نامیده می‌شود، که افراد تراجنسیتی را از استفاده از توالت‌های عمومی غیر از جنسیت بیولوژیکی خود که در شناسنامه آنها تعریف شده است منع می‌کرد. در نتیجه واکنش‌ها، کارولینای شمالی مقدار قابل توجهی از درآمد شرکت‌ها و سایر سازمان‌هایی را که تصمیم گرفتند سرمایه‌گذاری‌های خود را در این ایالت پس بگیرند، از دست داد.